# Sam Dekker
Samuel Thomas «Sam» Dekker (Sheboygan, Wisconsin, 6 de mayo de 1994) es un baloncestista estadounidense que se encuentra sin equipo. Con 2,06 metros de estatura, juega en la posición de alero.

## Trayectoria deportiva

### Universidad
Dekker jugó tres temporadas de baloncesto universitario con los Badgers de la Universidad de Wisconsin-Madison. El 10 de abril de 2015, declaró su elegibilidad para el draft de la NBA, renunciando a su último año universitario.

#### Estadísticas
| Año     | Equipo    | PJ  | PT | MPP  | %TC  | %3P  | %TL  | RPP | APP | ROB | TPP | PPP  |
| ------- | --------- | --- | -- | ---- | ---- | ---- | ---- | --- | --- | --- | --- | ---- |
| 2012–13 | Wisconsin | 35  | 3  | 22.3 | .476 | .391 | .690 | 3.4 | 1.3 | .7  | .4  | 9.6  |
| 2013–14 | Wisconsin | 38  | 38 | 29.8 | .469 | .326 | .686 | 6.1 | 1.4 | .8  | .6  | 12.4 |
| 2014–15 | Wisconsin | 40  | 40 | 31.0 | .525 | .331 | .708 | 5.5 | 1.2 | .5  | .5  | 13.9 |
| Total   | Total     | 113 | 81 | 27.9 | .493 | .348 | .695 | 5.0 | 1.3 | .6  | .5  | 12.1 |

### Profesional

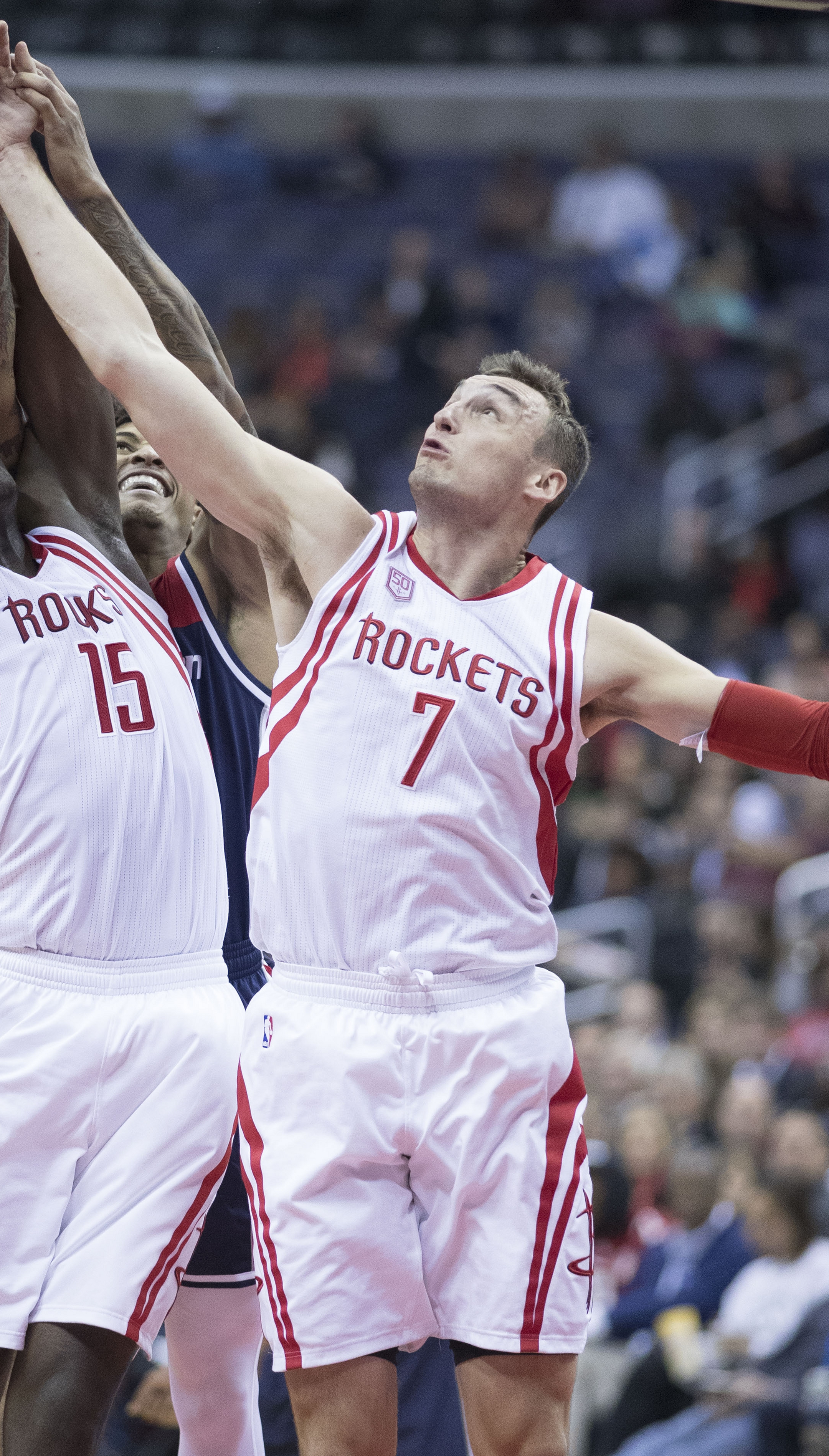
Sam Dekker con los Rockets en 2016.

#### NBA
El 25 de junio de 2015, fue seleccionado en la decimoctava posición del Draft de la NBA de 2015 por los Houston Rockets.
El 28 de junio de 2017 se anunció su traspaso a Los Angeles Clippers junto con Lou Williams, Patrick Beverley y una primera ronda del draft de 2018 a cambio de Chris Paul.
El 7 de agosto de 2018, fue traspasado a Cleveland Cavaliers junto con los derechos de Renaldas Seibutis a cambio de los derechos de Vladimir Veremeenko.
Pero tras 9 encuentros en Cleveland, el 7 de diciembre de 2018 fue traspasado a Washington Wizards en un acuerdo entre tres equipos que involucró a cinco jugadores.

#### Europa
Después de casi un año en Washington, el 5 de agosto de 2019, Dekker firma con el equipo ruso, el PBC Lokomotiv Kuban de la VTB United League.
En julio de 2020, llega a Turquía para jugar en las filas del  Türk Telekom Basketbol Kulubü de la Basketbol Süper Ligi.

#### Regreso a la NBA
El 3 de agosto de 2021, regresa a la NBA, al hacerse oficial su contrato con los Toronto Raptors. Sin embargo, fue depedido el 6 de noviembre tras haber disputado tan solo un partido.

#### Vuelta a Turquía
En diciembre de 2021, regresa a Turquía para jugar en las filas del  Bahçeşehir Koleji S.K. de la Basketbol Süper Ligi. Con el conjunto turco se proclama campeón de la FIBA Europe Cup, promediado 13,1 puntos y 7,2 rebotes por partido.

#### Reino Unido
En agosto de 2022 firma con los London Lions de la BBL británica. En su primera temporada en Londres gana la BBL y la Copa, siendo nombrado MVP de la liga regular. En su segunda temporada, en la que se perdió varios partidos por lesión, volvió a coronarse campeón de la BBL, esta vez siendo MVP de la final de los Play-offs.

#### España
Tras dos temporadas en Londres, en noviembre de 2024 firma por el Joventut de Badalona de la Liga ACB y Eurocup. Con el club verdinegro, su llegada cambia la dinámica del equipo que hasta entonces estaba siendo muy irregular en ambas competiciones y firma varias grandes actuaciones en sus primeros meses en Badalona. Acaba clasificando para Copa del Rey, siendo el mejor del equipo en los cuartos de final pese a la derrota, y clasificando también para el playoff por el título después de un meritorio sexto puesto en ACB.

## Selección nacional
Fue parte del combinado juvenil estadounidense que disputó y ganó el Campeonato FIBA Américas Sub-18 de 2012.

## Estadísticas de su carrera en la NBA

### Temporada regular
| Año     | Equipo        | PJ  | PT | MPP  | %TC  | %3P  | %TL  | RPP | APP | ROB | TPP | PPP |
| ------- | ------------- | --- | -- | ---- | ---- | ---- | ---- | --- | --- | --- | --- | --- |
| 2015-16 | Houston       | 3   | 0  | 2.0  | .000 | .000 | .000 | .3  | .0  | .3  | .0  | .0  |
| 2016-17 | Houston       | 77  | 2  | 18.4 | .473 | .321 | .559 | 3.7 | 1.0 | .5  | .3  | 6.5 |
| 2017-18 | L.A. Clippers | 73  | 1  | 12.1 | .494 | .167 | .561 | 2.4 | .5  | .3  | .1  | 4.2 |
| 2018-19 | Cleveland     | 9   | 5  | 18.8 | .458 | .385 | .800 | 3.7 | 1.0 | 1.2 | .0  | 6.3 |
| 2018-19 | Washington    | 38  | 0  | 16.3 | .471 | .286 | .556 | 3.0 | 1.0 | .7  | .2  | 6.1 |
| 2021-22 | Toronto       | 1   | 0  | 1.0  | -    | -    | -    | .0  | .0  | .0  | .0  | .0  |
| Total   | Total         | 201 | 8  | 15.4 | .478 | .288 | .606 | 3.0 | .8  | .5  | .2  | 5.4 |

### Playoffs
| Año   | Equipo  | PJ | PT | MPP | %TC  | %3P  | %TL  | RPP | APP | ROB | TPP | PPP |
| ----- | ------- | -- | -- | --- | ---- | ---- | ---- | --- | --- | --- | --- | --- |
| 2017  | Houston | 4  | 0  | 7.8 | .250 | .500 | .000 | 2.5 | .3  | .3  | .3  | 2.3 |
| Total | Total   | 4  | 0  | 7.8 | .250 | .500 | .000 | 2.5 | .3  | .3  | .3  | 2.3 |